# Dub v Broumově
Dub v Broumově či Klášterní dub v Broumově (dub letní) je památný strom rostoucí u altánu v zahradě benediktinského kláštera v Broumově. Vyhlášen byl v roce 1981 jako dominanta klášterní zahrady v Broumově.
Zasazen byl na počest svatby Františka Josefa s Alžbětou Bavorskou (Sisi), svatba se konala 24.7.1854 v augustiniánském klášteře ve Vídni, oddávajícím byl Joseph Othmar von Rauscher a asistovalo mu 70 biskupů a prelátů - mezi nimi i opat broumovského kláštera ThDr. Jan Nepomuk Rotter (1807-1886).
- číslo seznamu: 605016.1/1
- obvod kmene 420 cm
- výška: 27 m
- věk: skoro 200 let